# Anzi (Italia)
Anzi è un comune italiano di 1 472 abitanti della provincia di Potenza in Basilicata.

## Geografia fisica

### Territorio
Sorge a 1008 m s.l.m. nella parte centrale della provincia. Per la sua altitudine è il 3º comune più alto della regione dopo Pietrapertosa e Marsicovetere. Fa parte del Parco nazionale dell'Appennino Lucano Val d'Agri Lagonegrese. 
Confina con i comuni di: Laurenzana (11 km), Calvello (15 km), Trivigno (16 km), Abriola (17 km), Brindisi Montagna (19 km), Castelmezzano (21 km), Pignola (23 km), Potenza (25 km). Il clima è continentale appenninico in inverno e fresco e ventilato d'estate.

## Origini del nome
Anzi deriva probabilmente dal latino Anxia, Anxa, Ancie, anagrammi di Einca, osco. Nel 1800, nella contrada San Giovanni, hanno trovato una pietra triangolare con una oscura epigrafe, per un lungo periodo la scritta rimase incomprensibile ma alla fine venne decifrata. L'iscrizione osca riporta il termine EINCA.

## Storia
Anzi è stato abitato sin dall'età del Ferro, dagli Enotri, dai Romani e Lucani. Con i Greci diventa un paese noto per la produzione di ceramica, come testimoniano i reperti archeologici, trovati nelle varie campagne del luogo, a partire dal '700 e conservati nel Museo Archeologico di Napoli e altri musei nel mondo, tra cui il British Museum di Londra. Questo paese è stato sotto il controllo dei Longobardi, dei Normanni e poi dei vari signori feudali. Questo luogo si chiamava "Anxia".
Con la denominazione di Anxia, il centro appare documentato per la prima volta nella Tavola Peutingeriana, una primordiale carta geografica voluta dall'imperatore Teodosio, che regnò tra il 347 e il 395 d.C. 
Anzi aveva una certa importanza nell'antichità grazie al suo collocamento geografico in una posizione strategica. La via per Anzi era come un itinerario obbligato per il collegamento fra Potenza e l'antica Grumentum. La strada chiamata Herculea venne fatta costruire nel IV secolo d.C. dall'imperatore Diocleziano e portata a termine sotto Massimiano Erculio. 
Intorno al 1240 Federico II decide di restaurare il castello di Anzi che aveva bisogno di un intervento urgente, poiché era stato gravemente danneggiato durante l'assedio di Ruggero.
Negli anni della seconda guerra mondiale, tra il 1940 e il 1943, 8 profughi ebrei (tra cui una famiglia polacca con due ragazzi) furono confinati in soggiorno coatto ad Anzi. Furono tutti liberati con l'arrivo dell'esercito alleato nel settembre 1943.

### Simboli

Stemma di Anzi

Lo stemma di Anzi non ha ancora un decreto di concessione ufficiale e si può blasonare:
Rappresenta una torre merlata sopra a tre monti. Sulla cima della torre ci sono tre spighe di grano.
Il gonfalone è un drappo interzato in palo di verde, di bianco e di rosso.

## Monumenti e luoghi d'interesse
In questo paese si può ammirare il quarto più grande Presepe poliscenico d'Europa; sulla cima del monte Siri dal 2008 è in funzione un planetario osservatorio astronomico, gestito dall'associazione di volontariato Teerum Valgemon Aesai, sede di Anzi.

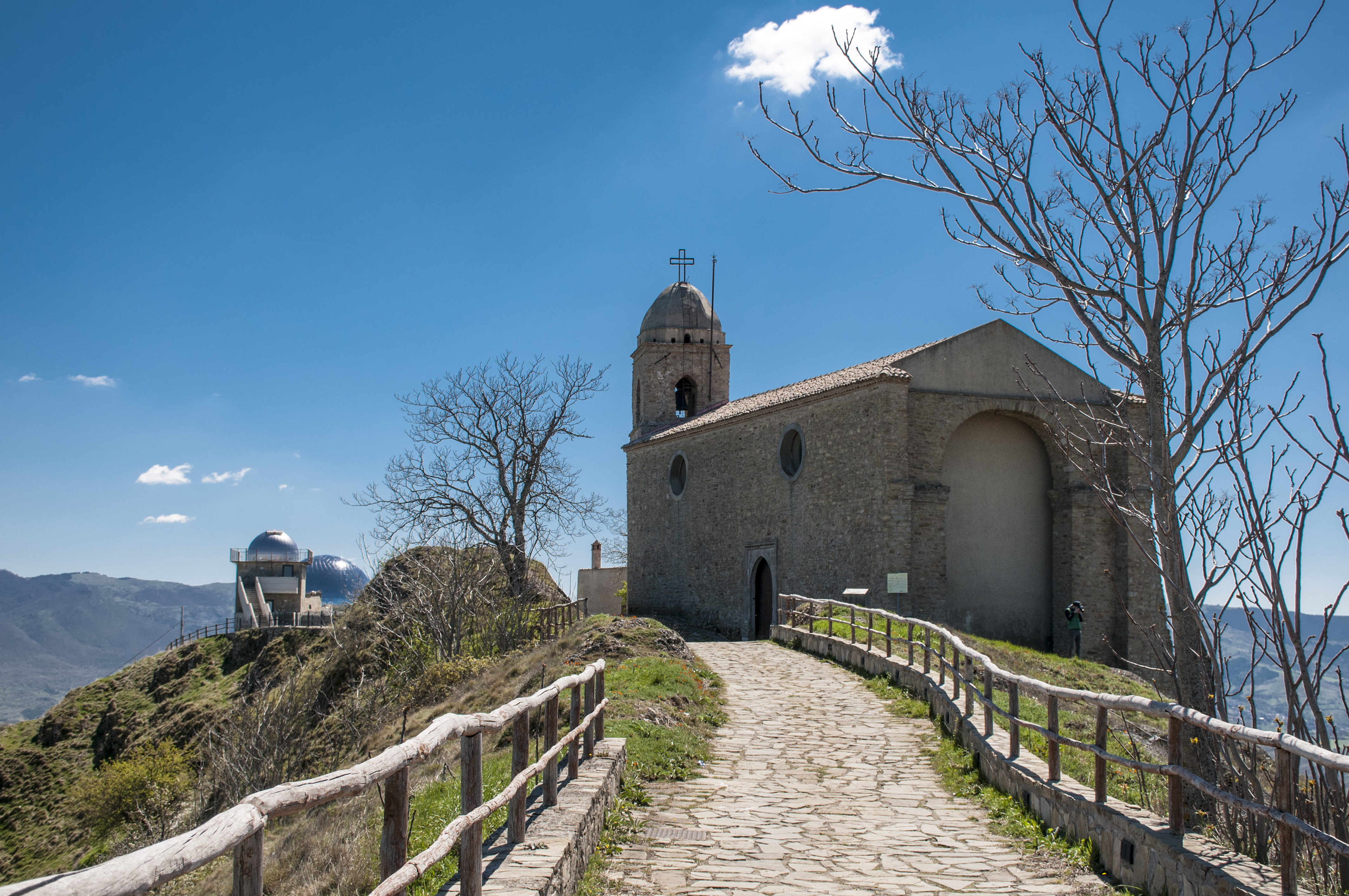
La Chiesa di Santa Maria e il Planetario

Nel bosco del comune di Anzi c'è un villaggio turistico di nome "La Casa nel Bosco" dove c'è anche un parco dei dinosauri riprodotti in dimensioni reali.
Sul monte Siri ci sono i resti di un castello costruito nel 1091, dove andava in scena uno spettacolo meraviglioso grazie anche alla splendida vista sulla Diga della Camastra.
Nella piazza di Anzi è collocata una fontana artistica sulla civiltà contadina, realizzata dall'artista lucano Lo Sasso. Raffigura un pastore che stava addomesticando un montone castrato per diventare capo mandria. Inaugurata nel 2008 e rappresenta la millenaria tradizione contadina e pastorale delle genti lucane.
Palazzo La Fenice già Palazzo Fittipaldi - sorto sul soppresso ospizio dei certosini di Padula, che in questo comune possedevano cospicue rendite, è appartenuto nel passato alla dinastia dei Fittipaldi. Il palazzo baronale è oggi proprietà del Comune, ed è attualmente la sede degli uffici municipali. Di particolare interesse è l'elegante cappella di San Lorenzo annessa al palazzo. Il Palazzo La Fenice, architettonicamente si può identificare come un tipico palazzo baronale settecentesco, già ospizio dei certosini di Padula che disponevano di ingenti possedimenti sul territorio. Acquistato dalla famiglia dei baroni Fittipaldi venne impreziosito da pregevoli affreschi di figure neoclassiche tuttora custoditi all'interno.

### Architetture religiose
Sulla vetta del monte Siri si erge la chiesa di Santa Maria che custodisce bellissimi affreschi del Todisco (XVI secolo) e presenta un portale tardogotico (1525).
Scendendo dal monte si trova la chiesa romanico-gotica di Santa Lucia, che conserva un'acquasantiera del medioevo.
La chiesa Madre di San Donato, patrono di Anzi, svetta in piazza Dante. Fu ricostruita nell'Ottocento sulla struttura cinquecentesca già esistente.
La chiesa di Sant'Antonio, che è stata innalzata nel 1587, era un tempo cappella del convento dei frati minori osservanti e dedicata alla Santissima Trinità. È di ordine ionico e sull'altare maggiore ospita la pregiatissima tela della incoronazione della Vergine tra angeli osannati.
Nella frazione del paese c'è una cappella di nome San Donato che dà il nome alla contrada.

## Società

### Evoluzione demografica
Abitanti censiti

### Tradizioni e folclore
Una tradizione di questo paese sono i fuochi di Sant'Antonio, una festa in onore del Santo, il 12 e 13 giugno. I giovani dei vari quartieri di Anzi vengono coinvolti, già nel mese di maggio, nella raccolta delle ginestre che alimentano i falò durante la sera del 12 giugno. Alcuni giovani lanciano nei falò le ginestre e altri trasportano le "guglie" di legno con l'immagine di Sant'Antonio, accompagnati dalla banda. Lo scopo del tradizionale rituale è di attraversare tutti i fuochi con le due "guglie" camminando tra i carboni incandescenti e le fiamme, e facendole muovere e "ballare" tra i vari quartieri. Il passaggio delle "guglie" rappresenta simbolicamente la vittoria del bene (il Santo) sul male (i fuochi, il peccato degli uomini).

## Amministrazione
Sindaci dal 1809 al 2019
1809 Donato Gerardo Brancati
1813-1815 Giuseppe De Stefano
1816-1819 Giuseppe De Stefano
1819-1821 Arcangelo Fittipaldi
1822-1825 Vincenzo Bonomo
1825-1828 D. Giuliano Genzani
1829-1831 Francesco Paolo Battaglia
1831-1834 Francesco Paolo Battaglia
1835-1836 Don Arcangelo Fittipaldi
1836-1837 Don Lorenzo De Stefano
1837-1840 Don Arcangelo Brancati
1841-1843 Don Giuliano Clossi
1844-1847 Nicola Genzani
1848-1851 Antonio Ambirsi
1867-1869 Antonio Fittipaldi
1870-1873 Francesco Paolo Pomarici
1874-1875 Francesco Paolo Pomarici
1876-1878 Francesco Paolo Pomarici
1879-1881 Francesco Paolo Pomarici
1882-1884 Barone Giuseppe Fittipaldi
1885-1887 Francesco Paolo Pomarici
1888-1889 Francesco Paolo Pomarici
1889-1891 Barone Emanuele Fittipaldi
1891-1894 Barone Emanuele Fittipaldi
1895-1898 Francescoantonio Barra
1899-1901 Don Luigi Fittipaldi
1902-1903 Don Luigi Fittipaldi
1903-1905 Francescoantonio Barra
1905-1907 Ferdinando Fittipaldi
1911-1914 Ferdinando Fittipaldi
1914-1919 Rocco Cilibrizzi
1919 Baldassarre Cimarrusti, commissario prefettizio
1920 Emanuele Fittipaldi
1920-1924 Francesco Paolo Biscaglia
1924-1928 Vincenzo De Asmundis, podestà
1928-1929 Paolo Grippo, podestà
1929-1931 Ferdinando Fittipaldi, podestà
1931-1933 Raffaele De Stefano, podestà
1933-1935 Giuseppe Pomarici Ambirsi, podestà
1935 Antonio Leopardi Barra, delegato podestarile
1935-1939 Prospero Miranda, podestà
1939-1943 Guglielmo De Feis, podestà
1943 Antonio Fittipaldi, podestà
1944-1945 Antonio Fittipaldi
1945 Giovanni Russo, commissario Prefettizio
1945 Giacomo Lacava, subcommissario prefettizio
1946 Giuseppe Nicola Marotta
1946-1948 Antonio Fittipaldi
1948-1951 Antonio Fittipaldi
1952-1956 Giovanni Fittipaldi
1956-1960 Antonio Sarli
1960-1964 Giovanni Fittipaldi
1964-1967 Biagio De Stefano
1967..... Rocco Vincenzo Di Melfi
1967-1972 Pasquale Garaguso
1972-1978 Domenico Enrico Leopardi Barra
1978..... Domenico Enrico Leopardi Barra
1978-1983 Giuseppe Tortorelli
1983-1988 Michele Donato Bellettieri
1988..... Nicola Leopardi Barra
1988-1993 Giuseppe Cutro
1993-1997 Giuseppe Cutro
1997-2001 Gerardo Cicchetti
2001-2003 Rocco Lucio Pompeo Licastro
2003-2004 Giuseppe Forlenza, commissario prefettizio
2004-2009 Giovanni Petruzzi
2009-2014 Giovanni Petruzzi
2014-2019 Piera Cilibrizzi
2019..... Maria Filomena Graziadei

### Gemellaggi
- Ripacandida
- Montevarchi

## Sport

### Calcio
La principale squadra di calcio della città è l'A.S.D. Polisportiva Anzi che milita nel campionato di prima categoria lucana. I colori sociali sono il giallo ed il rosso.